# Bedienfehler
Bedienungsfehler (englisch command error), Bedienfehler und Benutzungsfehler sind menschliche Fehler, die sich aus der falschen  Bedienung eines technischen Systems, einer technischen Anlage oder eines Geräts ergeben.
Aufgabe des Interaktionsdesigns ist es, insbesondere kritische Anwendungen robust gegen Benutzungsfehler zu gestalten.

## Allgemeines
Bedienungsfehler werden durch den Menschen infolge von Unachtsamkeit, Ungeschicklichkeit, Unwissenheit, falschen Informationen oder Fehlreaktionen unter Stressbelastung verursacht und kommen im Alltag sowohl in der Arbeitszeit als auch in der Freizeit häufig vor. Die fehlerhafte Eingabe in einen Taschenrechner gehört ebenso dazu wie Fahrfehler bei Kraftfahrzeugen durch Verwechslung von Gas- und Bremspedal. Bedienungsfehler entstehen insbesondere an Bedienelementen (Befehlsgeber an Anlagen oder Maschinen, Interaktionselementen wie Schaltflächen) oder an Gebrauchsgegenständen aufgrund einer Fehlbedienung von Computerprogrammen.

## Arten
Bedienungsfehler umfassen Steuerungs-, Instandsetzungs- und Wartungsfehler. Zu Steuerungsfehlern zählen z. B. falsche Schaltbefehle, Instandsetzungs- und Wartungsfehler umfassen mangelhaft oder falsch ausgeführte Arbeiten. Die Informatik unterscheidet zwischen Bedienungsfehlern, Datenfehlern, Hardwarefehlern, Programmfehlern und Softwarefehlern. Hauptursachen der häufigsten Bedienungsfehler sind unzureichende Selbstbeschreibungsfähigkeit, unangemessenes Systemfeedback und geringe Fehlertoleranz. Typische Bedienungsfehler gibt es durch Tippfehler in Menüs von Fernbedienungen, Mobiltelefonen, Tabletcomputern oder anderen Wearables.

## Bedienungsanleitung
Technische Anlagen und Geräte jeder Art sind mit einer Bedienungsanleitung ausgestattet, welche die Mensch-Maschine-Interaktion regelt. Sie soll verhindern, dass eine unsachgemäße Verwendung zu Personen- oder Sachschäden führt. Unsachgemäß ist eine Benutzung, welche die Bedienungsanleitung ganz oder teilweise ignoriert. Benutzerfreundlichkeit ist gegeben, wenn Geräte oder Programme mit häufig vorkommenden Fehlbedienungen adäquat umgehen können.
Bedienungsvorgänge komplexer Systeme sind oft mehrstufig. Um undefinierte Zustände etwa nach einem Bedienungsfehler zu vermeiden, soll ein Arbeitsvorgang erst nach vollständiger, überprüfter Eingabe aller Teilkommandos ausgelöst werden.

## Folgen
Bedienungsfehler können zu Fehlfunktionen, automatischen Abschaltungen oder Programmabbruch führen. Sie sind menschliches Versagen, Fehlfunktionen technisches Versagen. Bedienungsfehler stellen im Regelfall eine Missachtung der Gebrauchsanleitungen dar, so dass die aufgrund einer Fehlbedienung auftretenden Mängel nicht der Gewährleistung des Herstellers oder Handels unterliegen, sondern vom Benutzer zu tragen sind. Ein Teil der Bedienungsfehler kann als Schadensursache in der Elektronikversicherung oder Maschinenversicherung versichert werden.
Allerdings fällt die Abgrenzung zwischen einem nicht versicherten Betriebsschaden und einem Bedienungsfehler nicht immer leicht. Erleidet ein Kraftfahrzeug durch das Tanken – das einen Bedienungsvorgang darstellt – von Benzin statt Diesel einen Motorschaden, so handelt es sich in der Kfz-Versicherung um einen nicht versicherten Betriebsschaden durch Bedienungsfehler. Auch Bedienungsfehler wie das Abrutschen vom Bremspedal, die auf mangelnde Beherrschung der Regeln der Fahrkunst zurückzuführen sind, können den Lenker nicht entschuldigen. Deshalb ist auch die Verwechslung von Gas- und Bremspedal ein Bedienungsfehler.

## Vermeidung
Maßnahmen, um Bedienungsfehlern vorzubeugen, sind Sorgfalt und Konzentration bei der Bedienung, Geschicklichkeit, Fehlermeldungen oder einheitliches Look and Feel. Maßnahmen, um z. B. Datenverluste zu verhindern, sind Sicherheitskopien und Backups.